# 피터 로리

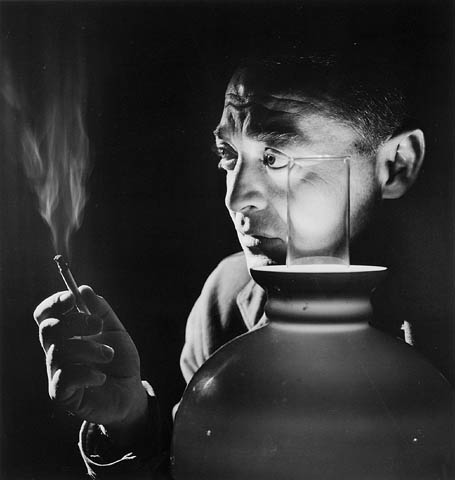

피터 로리(독일어: Peter Lorre 페터 로레[*], 본명 뢰벤슈타인 라슬로(헝가리어: Löwenstein László), 1904년 6월 26일~1964년 3월 23일)는 오스트리아-헝가리 제국 태생 배우다. 빈에서 배우 경력을 시작하다 1920년대에 베를린으로 건너가 베르톨트 브레히트 극단에서 연기하였다. 1931년 프리츠 랑이 감독한 《M》에서 연쇄아동살인마 역을 맡아 명성을 얻었다. 유대인이었기 때문에 나치 독일이 등장한 후 망명을 갔으며, 영국에서 앨프리드 히치콕과 협업하다 할리우드로 건너갔다. 이후 워너 브라더스 소속의 성격파 조연을 맡아 《말타의 매》, 《카사블랑카》에 출연하였다.

## 작품 목록
| 연도 | 제목                  | 원제                      | 배역            |
| ---- | --------------------- | ------------------------- | --------------- |
| 1931 | M                     | M                         | 한스 베케르트   |
| 1934 | 나는 비밀을 알고 있다 | The Man Who Knew Too Much | 애벗            |
| 1941 | 말타의 매             | The Maltese Falcon        | 조엘 카이로     |
| 1942 | 카사블랑카            | Casablanca                | 시그노어 우가트 |